# Allsvenskan de 1951–52
A Primeira Divisão do Campeonato Sueco de Futebol da temporada 1951-52, denominada oficialmente de Allsvenskan 1951-52, foi a 28º edição da principal divisão do futebol sueco. O campeão foi o IFK Norrköping que conquistou seu 6º título na história da competição.

## Premiação
| Allsvenskan 1951-52                |
| Sweden                             |
| ---------------------------------- |
| IFK NORRKÖPING Campeão (6º título) |